# Manasi Pradhan

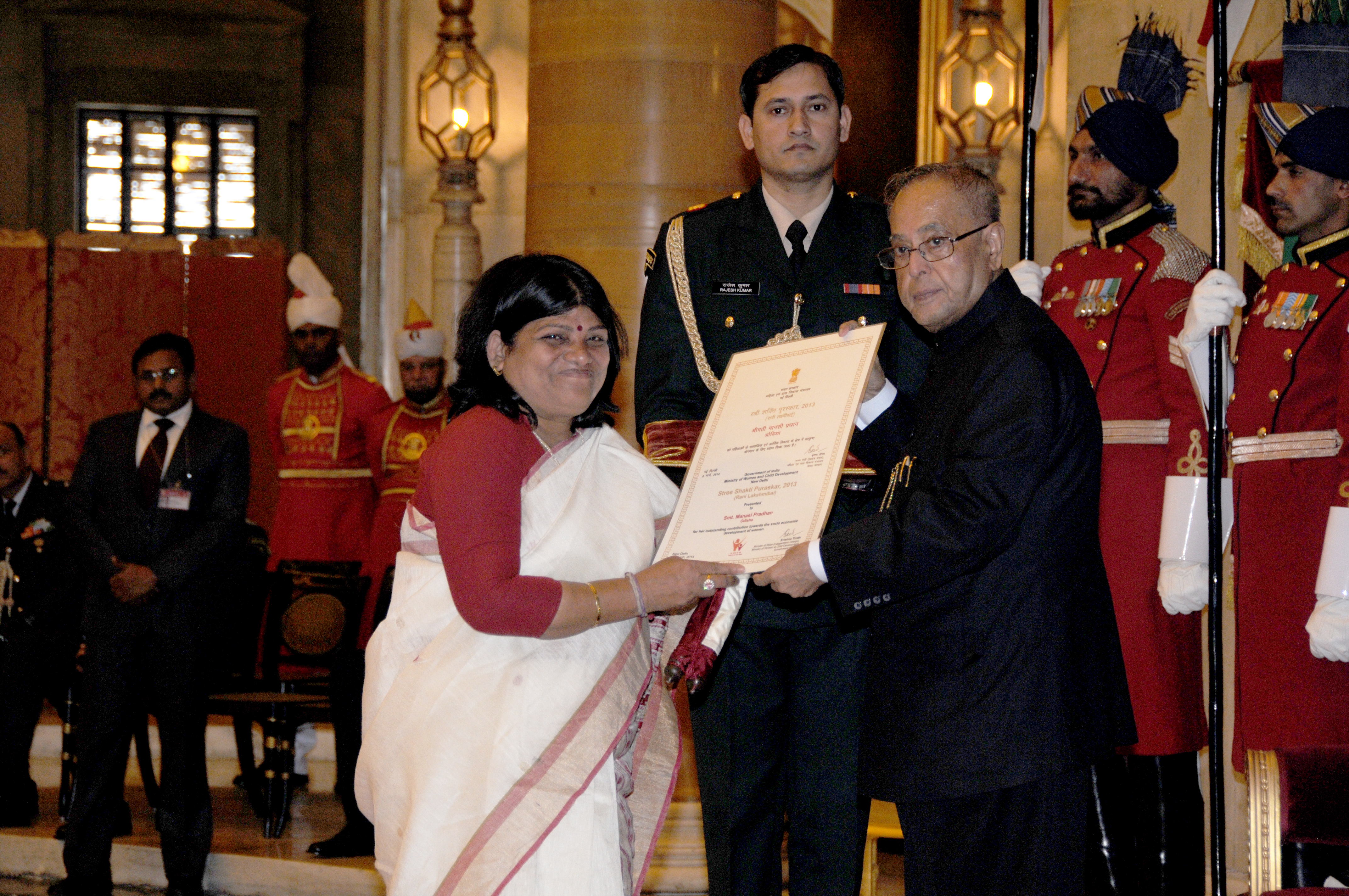
Prezydent Indii Pranab Mukherjee przyznający nagrodę 2013 Rani Lakshmibai Stree Shakti Puraskar Manasi Pradhan w Rashtrapati Bhawan w New Delhi 8 marca 2014.

Manasi Pradhan (ur. 4 października 1962 w Banapur w Indiach) – indyjska autorka oraz aktywistka walcząca o prawa kobiet. Założycielka  Honour for Women National Campaign, ogólnokrajowego ruchu mającego na celu zakończenie przemocy wobec kobiet w Indiach. W 2014 prezydent Indii przyznał jej nagrodę Rani Laskhmibai Stree Shakti Puraskar. W 2016 amerykański magazyn Bustle ogłosił ją jedną z 20 najbardziej inspirujących Feministycznych Autorek i Aktywistek. W 2017 amerykański Welker Media Inc. umieścił ją wśród 12 najbardziej wpływowych feministek. W 2018 została zaproszona przez stowarzyszenie debatanckie Oxford Union działające na Uniwersytecie Oksfordzkim, by wygłosiła gościnny wykład.

## Życiorys
Pradhan urodziła się w biednej rodzinie w wiosce Ayatapur (dziś część miasta Banapur) w stanie Orisa w Indiach. Jest najstarszą z dwóch córek i syna urodzonych przez Hemalata Pradhan i Godabarish Pradhan. Jej ojciec był rolnikiem, a matka opiekowała się domem.  
Gdy dorastała, edukacja w wiejskich obszarach Banapur kobiet była wielkim tabu. Dziewczynkom rzadko pozwalano uczęszczać do liceum. Po zakończeniu gimnazjum Pradhan była zmuszana, by zakończyć edukację. Mimo tego codziennie chodziła 15 km, by dotrzeć do jedynego liceum w regionie. Jest pierwszą kobietą z Ayatapur ze świadectwem ukończenia liceum. 
Po ukończeniu Patitapaban High School w Gambharimunda wraz z rodziną przeniosła się do Puri, by moc studiować. Niewielkie zarobki z uprawy gruntów rolnych sprawiły, że trudno było się jej utrzymać. Po zdaniu egzaminów Pradhan zaczęła pracować, by utrzymać rodzinę i zapłacić za studia, gdyż matka zachorowała na raka. Pradhan uzyskała licencjat z ekonomii w Government Women's College w Puri i tytuł magistra z literatury języka orija na uniwersytecie Utkal.              

## Aktywizm
Pradhan zauważała, że kobiety w jej rodzinnej wiosce doświadczały przemocy domowej. Zainspirowało ją to do aktywizmu. Jej celem stała się walka o prawa kobiet:
The village I was born in, I had observed that the women would always be very troubled, and there was a lot of domestic violence. These ladies were just not getting the respect they deserved at home; because of this, they would be resigned to being the food-makers, to being the baby-makers. (...) So I had this bug in my mind that if I ever get the chance, I would work for women, to develop and improve their conditions. Ever since I was a child, my one aim was that women should get honour, and that they should get respect.
Podczas studiów, w 1984, Manasi Pradhan założyła OYSS Women, organizację pomagającą uczennicom uzyskać wyższą edukację i kształcić się na przyszłe liderki w społeczeństwie. OYSS Woman organizuje warsztaty rozwijające zdolności przywódcze, obozy edukacyjne i szkoleniowe oraz obozy dotyczące świadomości prawnej i samoobrony. Pradhan jest założycielką Honour for Women National Campaign. Co roku odbywa się Nirbhaya Samaroh, festiwal taneczno-muzyczny organizowany przez Honour for Women National Campaign mający na celu zwiększać świadomość o prawach kobiet. Należała do panelu Central Board of Film Certification oraz komisji śledczej National Commission for Women, organu statutowego rządu Indii doradzającego rządowi w kwestiach politycznych dotyczących kobiet, dązącego do polepszenia ich statusu. Założyła „Jasodhara Magazine” wydawany w języku orija.